# نادي هايز
نادي هايز (بالإنجليزية: .Hayes F.C)‏ هو نادي كرة قدم بريطاني أٌسس عام 1909. يلعب النادي في دوري الجنوب الوطني.